# George Chatterton
Il brigadiere George James Stewart Chatterton DSO, OBE (Pangbourne, 2 dicembre 1911 – Midhurst, 12 novembre 1987) è stato un militare britannico che comandò il reggimento di piloti di alianti durante la seconda guerra mondiale.

## Biografia
Chatterton studiò al Pangbourne College dal 1925 al 1929.
Raggiunse il grado di brigadiere ed era noto per essere stato comandante operativo del reggimento di piloti di alianti durante la seconda guerra mondiale. Nel 1943 ricevette il DSO. Dopo la guerra, divenne un agente di borsa e in seguito dedicò il suo tempo a raccogliere fondi, per oltre 1 milione di sterline, per il Lady Hoare Thalidomide Trust. Venne premiato con l'OBE nel 1980 Birthday Honors.
Nel 1959 fu voce narrante in un cortometraggio del London County Council sull'educazione dei bambini sordi, intitolato 'Silent Hope'. Il suo libro di memorie, The Wings of Pegasus, fu pubblicato nel 1962.
Nel 1979 apparve, insieme alla moglie, in un documentario intitolato "The Buddha Comes to Sussex", in cui un gruppo di monaci buddisti Theravada stanno allestendo un nuovo monastero nella sua zona.
Chatterton viveva a Midhurst, nel West Sussex dove morì il 12 novembre 1987.